# Copelatus bicolor
Copelatus bicolor är en skalbaggsart som först beskrevs av Fabricius 1792.  Copelatus bicolor ingår i släktet Copelatus och familjen dykare. Inga underarter finns listade i Catalogue of Life.